# نبوغ (فیلم ۲۰۰۹)
«نبوغ» (انگلیسی: Ingenious (2009 American film)) فیلمی در ژانر کمدی-درام است که در سال ۲۰۰۹ منتشر شد.

## بازیگران
- دالاس رابرتس
- جرمی رنر
- آیلیت زورر
- مارگریت مورو
- ریچارد کیند
- ادی جمیسن